# An Chol-hyok
An Chol-hyok (안철혁?, 安哲赫?; Kanggye, 27 giugno 1985) è un ex calciatore nordcoreano, di ruolo difensore.

## Carriera
Nella partita di East Asian Cup 2010 vinta 9-2 contro Guam mette a segno quattro reti.